# Пентагон
 Тази статия е за административната сграда.  За многоъгълника вижте петоъгълник.  
Пентагонът (на английски: The Pentagon, от гръцки – pentagonon) е седалището на Министерство на отбраната на САЩ. Думата се употребява не само за Министерството на отбраната на САЩ, но често и като символ на Въоръжените сили на САЩ.
Това е най-голямата административна сграда в света и има формата на правилен петоъгълник. Намира се в окръг Арлингтън, Вирджиния, близо до столицата Вашингтон.
Строителството на Пентагона започва на 11 септември 1941 г. и за 6 месеца са извършени грубите строителни работи. Въпреки участието на САЩ във Втората световна война вътрешните строителни работи продължават интензивно, както и обзавеждането на сградата. Общата стойност на сградата към предаването ѝ е 83 млн. долара. Тя е предадена напълно за експлоатация на 15 януари 1943 г.

## Статистика
- Теренът, прилежащ към Пентагона (основната и допълнителните сгради), е 2,4 км2.
- Пентагонът (основната сграда) е разположен на площ от 20 000 m², което го прави най-обширната административна сграда в света; цялата застроена площ за нуждите на институцията е 117 000 m².
- Основната сграда е 7-етажна – 5 над терена и 2 етажа под него; общата разгърната площ на сградата е 620 000 m².
- Дължината на всяка от петте страни на зданието е 281 m, периметърът му е около 1405 m; височината на основната сграда е 24 m.
- Общата дължина на коридорите е 28 km.
- Сградата има 7754 прозореца, 131 стълбища, 19 ескалатора, 13 асансьора.
- Служителите, работещи в Пентагона, са около 26 000 души, които провеждат дневно около 200 000 телефонни разговора, а месечно се обработват около 1 200 000 писма.
- За работещите и посетителите има 8770 места за паркиране на автомобили; площта на паркингите е 270 000 m².

## 11 септември 2001
60 години след започването на строителството на Пентагона той става цел на една от терористичните атаки на 11 септември 2001 г. – Полет 77 на „Американ Еърлайнс“ с 59 пътници (в т.ч. 5 терористи) и 6 души екипаж е насочен от терористите да се разбие върху западната част на сградата. Освен пътуващите в самолета загиват 125 души, намиращи се в сградата на Пентагона.
Пълното възстановяване на сградата, включително и с направените подобрения за сигурност и комфорт, приключва за 1 година. На 11 септември 2002 г. всички крила на сградата са използваеми. Едно от основните подобрения е пълното подновяване на стъклата на прозорците в сградата и заменянето им с бронирани. Подобрения срещу бомбени атаки са направени и при външните стени на сградата. Затворен е асансьорът към метростанцията и са подсилени в значителна степен мерките за сигурност изобщо.